# 機動戦士ガンダムALIVE
『機動戦士ガンダムALIVE』（きどうせんしガンダムアライブ）は、講談社『コミックボンボン』2006年11月号より2007年12月号まで連載されたガンダムシリーズの漫画作品。作者は高山瑞穂（シナリオ担当は皆川ゆか）。
また、2006年10月6日発売の「ガンダムマガジン」では、プロローグ的作品『機動戦士ガンダムALIVE　エピソード0（ゼロ）』も掲載されている。
『コミックボンボン』休刊により長らく未完状態だったが、『テレビマガジン』まんが増刊『テレまんがヒーローズ』に掲載、それに加筆を施した最終巻（5巻）が2008年12月17日に発売。
従来のガンダムシリーズとは無関係の世界観で、21世紀（すなわち現代）の日本を舞台に現代兵器では歯が立たない超兵器モビルスーツで侵略を行う謎の軍隊と、「ガンダム」と呼ばれるモビルスーツでそれに立ち向かう主人公たちの戦いを描く。

## ストーリー
時は西暦200X年。東京に謎のロボットが空から落下した。それは、「モビルスーツ」と呼ばれるロボット兵器であった。そして、もう一機のモビルスーツ「ガンダム」が、黒野時夫（くろのときお）というごく普通の少年の前に落下するのだった……。

## 登場人物

### 主要人物
黒野時夫（くろの ときお）
物語の主人公。六王子市立村雨中等学校2年生。両親は既に亡くなっており、ひと回り程年の離れた姉と二人暮し。
自身の活躍を夢見て行動するも、その思いが空回りして失敗に終わっている。サッカー部に所属しているが、レギュラー獲得はならず。自分には何らかの才能が眠っていると信じるなど、性格は前向き。
偶発的に負傷したアイコに代わり敵MSを撃退したが、二度目の出撃の際には窮地に追い込まれるなど、基本的にMSの操縦方法の知らない素人であるため、パイロットとしては未熟である。西御門家の保有するMS訓練システムにもなかなか順応できず、あくまで操縦能力は感覚的なものに依る所が大きい。
また、ひとたび激怒すると見境がなくなることがある。一例として、アイコが撃墜されたとき勝手に戦死したと思い込み、敵機を完膚なきまでに切り刻み、投降した敵兵をビームサーベルで直接殺害しようとするなど、戦士としての未熟さがうかがえる。
しかし、ニュータイプと呼ばれるなど何らかの不思議な力を有しており、それが発現した際には、エースパイロットをも圧倒する能力を発揮する。ジョラスとの死闘以降は覚醒が進んだのか、アイコに近づいたK2の気配を察知したり、朔也と烈でさえ気付かなかった敵の潜伏に気付く等、感覚が鋭敏になってきている。この頃には十分実戦に耐えられる程の技能を身に付けるまでに至った。
アイコの本来の任務を成し遂げるために時夫にしか使用できないサイコトレーサー（後述）を用いてアイコが元いた時空である300年後の未来へ行く事になる。二度と元の時代には戻れないであろうというアイコの言葉を聞き、両親亡き後に親代わりに自分を育ててくれた姉を一人にしてしまう事に戸惑い、彼女にその事を打ち明けるが、姉に快く送り出された事で決意を固める。
その後、平行世界の未来で3年過ごし17歳の時夫が現代に帰還。最終決戦にνガンダムHWSで参加する。心身ともに成長し、ハインリヒらエースパイロットとも互角以上に戦う戦闘力を持っている。ハインリヒのデビルガンダムとの死闘の末、彼と共にνガンダムで発生させたゲートに飲み込まれ行方不明となるが、エルブルスのデビルガンダムに苦戦するアイコ達の前に∀ガンダムに乗って参戦。その際の姿は17歳時よりも精悍な顔つきになっており、右頬には鋭い傷跡があった。
アイコ・アンナ・プルナ
年齢不詳のスペースノイド。その正体は異なる時空から来た未来人である。
新型MS搬送中に敵の攻撃を受け地上に落下し時夫と出会う。ガンダムの正式パイロットだが、追っ手の敵MSに苦戦を強いられたため、彼女に代わって時夫によって敵MSは撃退されるが、素人とは思えない時夫の操縦能力に驚愕する。
時夫の姉の計らいにより、黒野家に居候。基本的に男口調で会話し、MS戦闘時における冷静さから、普通の少女として育てられていない事をうかがわせる。一方で、時夫が買って来たスペースコロニーでは高価で珍重な牛乳に目を輝かせたり、奈良の鹿を見て喜んだり、「大おばさま」と呼びかけた朔也を睨み付けてたじろがせるなど、少女らしい一面も見せる。また、夢の中に現れた兄・モーリスの「女の子らしい事を一つもさせてやれなかった」という発言に対しては、年相応の少女らしい言葉を返している。
地球降下の際に生き別れになった兄モーリス・エルナ・プルナがおり、朔也から彼についての真実を知らされ衝撃を受けるが、兄の遺志を継ぐべく時夫や朔也と共に侵略者に立ち向かう事を決意する。
ファーストガンダムが実質時夫の搭乗機となって以降、MSに搭乗する機会が減っていったが、後にガンキャノン量産型に搭乗、最終決戦においてはGファイターのパイロットとしてサポートに回る。
ファーストガンダムを時空の間にいる博士の元に送り届ける事が本来の任務であり、そのためにはサイコトレーサーが使える時夫が必要となった。しかし、彼が二度と元の世界に帰還できなくなる可能性も高いため、その事を憂いていた。未来に帰還後、そこで3年を過ごしνガンダムや新しい時空転移装置などを開発。ホワイトベースの艦長として、過去に再び向かう。
西御門朔也（にしみかど さくや）
時夫の通う六王子市立村雨中等学校に転入してきた3年生。高貴で理知的な雰囲気を漂わせる少年。
その正体は、500年前から代々「ガンダム」を守護し続けている「鍵守」である西御門家の第18代当主。そのためか、ガンダムの操縦能力は非常に高い。「真の戦いとは非情」を信条とし、戦闘においては一切の躊躇もなく敵MSを撃墜する。
町を守るために勝手に出撃した時夫がピンチに陥った際に、突如Ζガンダムで現れ、結果的に彼を救う事になる。時夫に対して「おまえにはガンダムに乗る資格はない」と厳しい言葉を浴びせ、じかに顔を合わせて対面した際にも「未熟者め!」と一喝している。アイコの提言により、時夫が戦力になる事を見据え、自分達の時代を守るべく共に戦う事となるが、序盤では時夫の操縦能力に半ば疑問を抱いていた。なお、「エピソード0」において既に時夫と共闘する事が仄めかされている。
朔也の実家、西御門家は大財閥であり、自身が会長を勤める会社は大規模なMS工場まで保持している。その先祖は、時空障壁に呑み込まれ500年前の日本に漂着したアイコの兄・モーリス・エルナ・プルナ。つまり、アイコは朔也の大叔母にあたり、彼女が現れる事を待っていた。
コロニー軍が侵攻してくる可能性について、再三に渡り日本政府に警告してきたが、取り合おうとしない政府関係者に憤りを覚えている。烈とは幼少期のとある出来事でぎこちない間柄が続いていたが、特務隊との激戦の中で和解した。あまり時夫を信頼していなかったが、最終決戦にて彼を認め、烈と共に殿軍を務めた。
本来は烈共々戦死する運命にあったが、アイコ達の介入により救出されていた事で、新たに形成された時空間に生存する事となる。
道明寺烈（どうみょうじ れつ）
シャイニングガンダムのパイロット。道明寺流機動拳を継承する道明寺家の跡取り。
朔也とは3歳上の幼馴染であり、幼少期は熊野で共に修行に励んでいた。朔也と共に戦う事を幼少期に約束するも、父の意向でそれは適わず、烈はその事で朔也に負い目を持っていた。のちに戦いを禁じる道明寺家の規定を破ってシャイニングガンダムで戦った事により、破門されている。
体術に優れ精神力も高く、シャイニングの能力を遺憾なく発揮しており、飛来する銃弾を拳と蹴りで弾く等の離れ業をやってのけた。また、面倒見のいい性格で、時夫の実戦に近い訓練に付き合ったりもしている。ただし、武道家としての意識が抜けきれないのか、バスターの長距離狙撃を卑怯呼ばわりする事もあった。
彼のパイロットスーツにはドモン・カッシュの物とは違い、胸に梵字が描かれている。
K2（ケーツー）
ガンダムを追って地球にやって来たサングラスをかけた謎の男。所属する軍における階級は少佐。
本名は「アルティード・オースティン」。モーリスの友人であると同時に、アイコとも面識がある。かつてはパルバット博士の元で共に働いていた。モーリスとは親友の間柄だったが、互いの考えのすれ違いにより、決別している。右目が黒く変色しており、サングラスはこれを隠すためと思われる。
指揮官を務めるだけでなく、自身もガンダムXを駆り、時夫や朔也と刃を交える事となる。最終決戦ではコロニー政府大統領の勅命を受けて、時夫達と共闘。ゲート攻防戦で撃破された際の傷跡が顔のいたるところに残っていた。このときの愛機はガンダムDX。

### 主要人物たちの関係者
時夫の姉
本名不明。両親を亡くしてからは、弟である時夫と二人で暮らしている。
見ず知らずのアイコに居候する事を提案し、部屋を貸し与え、家族の一員として接するなど、温和でお人好しな性格の持ち主。
街でMSが戦う中、ガンダムに乗って苦戦していた時夫を恐れる事なく叱咤したりする（外からではMSに搭乗しているパイロットが誰なのかはわからない筈なのだが）辺り、ある意味凄い人物でもある。未来に旅立つ時夫を叱咤激励し、彼の決意を確かなものにする。
時夫が3年後の姿で未来から帰還した後も、普段と変わらない態度で接していた。
山之内
西御門家に仕える執事であり、様々な面で朔也をサポートする後見人的存在。朔也からは「爺（じい）」と呼ばれている。
鍵守の一族・西御門家側の人間であるためか、小型のMSスーツを所持しているだけでなく、アイコの存在も知っていた。最終決戦では自らジムスナイパーIIで戦線に出ている。
モーリス・エルナ・プルナ
アイコの兄。
アイコとガンダムを移送する途中にガンダムXの強襲を受け、行方不明となっていたが、時間障壁に呑み込まれ、500年前の日本に辿り着いており、朔也の先祖である西御門家を興し、この地に留まっていた。彼の搭乗機であったΖガンダムは、彼の遺志と共に後に朔也達西御門家の子孫に受け継がれた。
妹であるアイコに対しては、女の子らしい事を何一つさせてやれなかった事を後悔していたようだ。
道明寺家当主
道明寺烈の父親にして、長年に渡り「ガンダム」を守護し続けている「鍵守」たる道明寺家の現当主。
もともと西御門家には敵愾心を抱いていたが、二度にわたる朔也からの協力要請を、「道明寺家は戦いを放棄した」と称して拒否した。
しかし、シャイニングガンダムを保全し続けていたり、特務隊の襲撃を受けてもなお沈黙を保ち続ける一方、破門した烈にシャイニングガンダムを与えたままにするなど、不審な行動が目に付いていたが、その本意が本編で明かされる事はなかった。

### コロニー政府軍および環境省
ハインリヒ
エピソード5にて時夫の世界にやって来た男性で、環境省・環境保全特務隊の隊長。ストライクガンダムのパイロットを務めている。物語中盤からの登場だが、名前が明かされたのは最終話である。
エリート意識が強く、K2ら軍人達に見下した態度をとっていた。それは時夫に敗れた後も変わらなかった。
ストライク、カラミティ、ビグ・ザムと搭乗機を変えつつ時夫と死闘を繰り広げるも敗れていった。その後、エルブルスの甘言に誘われ、デビルガンダムに搭乗。時夫の説得に耳を貸さず、破壊活動を続けたが、νガンダムが発動したゲートに飲み込まれ、デビルガンダムごと消滅した。
なお、地球に下りてきたのはこの特務が初めてらしく、地球の「匂い」を臭いと評した。
特務隊の青年（名称不明）
エピソード5にて時夫の世界にやって来た男性で、特務隊の一人。イージスガンダムのパイロットを務めている。
冷静沈着な性格で、特務隊隊長のハインリヒとのコンビネーション戦法を得意としている。ハインリヒとのコンビで朔也のΖガンダムを追い詰めるも、烈のシャイニングガンダムに横槍を入れられ失敗した上にスキュラを破壊される。その後、怒りを露にし、烈に迫るも逆に朔也の手によって機体を切り裂かれる。
ローザ
エピソード5にて時夫の世界にやって来た女性で、特務隊の一人。バスターガンダムのパイロットを務めている。
陽気な性格ながら、敵に対してはバスターの能力を生かした執拗な長距離射撃を仕掛ける。
レイダー、サイコガンダムと搭乗機を変えながら、時夫達と死闘を繰り広げた。コロニー軍撤退後の処遇は不明。
グラン
エピソード5にて時夫の世界にやって来た男で、ローザ同様特務隊の一人。デュエルガンダムASのパイロットを務めている。
厳格そうな顔立ちだが、時夫のファーストガンダムを捕獲しようとはせず、逆に破壊しようする等、かなり好戦的なパイロットである。しかしそれなりに協調性はあるらしく、ローザやハインリヒをサポートする姿も見られる。
ジョラス
エピソード5にて時夫の世界にやって来た男性で、特務隊の一人。ブリッツガンダムのパイロットを務めている。
残忍な性格をしており、ブリッツのステルス機能を利用して敵対者を嬲る事を好む。一度、烈に倒されて捕虜になるも脱走。時夫とアイナを窮地に追いやるが、覚醒した時夫にはミラージュコロイドが通用せず、瞬殺される。その後、姿を見せる事は無く、正確な生死は不明のままである。
司令
K2の上司に当たるコロニー政府正規軍の幹部。時夫たちが少数のモビルスーツしか保有していないことを楽観視している。K2との通信会話にしか出てこないため、その後どうなったかは不明。
ダグラス・C・エルブルス
本作品の黒幕。コロニー環境省の長官であるが、正規軍を指揮するほどの権限を持つ。スペースコロニー型の巨大コンピューター「アーク」に全人類の記憶や人格を移植し、絶対的な管理社会を築こうとした。
この手の黒幕には珍しく、しかもかなりの高齢者であるにも拘らず、モビルスーツ操縦の技量が高く、プロヴィデンスガンダムを完全に乗りこなし、エースパイロットであるK2のガンダムDXや時夫のνガンダムと互角以上に渡り合っている。
最終的には時夫の奇策で、ガンダムDXのツインサテライトキャノンで果てたかと思われたが、平行世界のエルブルスのため、本来の時の流れでは彼の独裁が続いており本来の歴史ではデビルガンダムと一体化していた。

## 登場モビルスーツ・モビルアーマー
各機体の原作作品とは異なる系譜で開発されており、宇宙世紀関連でも、配備時期や性能に数十年の開きがあるMSが同時に量産・配備されている。原作で見せた機能や装備は一通り再現されているが、ニュートロンジャマーやバッテリー式で駆動する日本製ガンキャノンの説明から、通常は核融合炉のようなバッテリー駆動以外で動くMSが一般的であるらしい。

### 時球解放機構軍
ファーストガンダム
突如空から落ちてきたMS。正式なパイロットはアイコだが、のちに時夫の搭乗機となる。
時夫の呼びかけに応じて自律機動を行う、空間のひずみを中和する、謎の力場でビームを弾く等、明らかに原作とは違う性能を有し、アイコから「特別な機体」と呼ばれ、朔也やK2らも重要視していた。装備はオリジナルと同様、オーソドックスなものである。
エピソード15にてゲートジェネレーターと呼ばれる装置が胸部に組み込まれていると判明。ビームを弾いていた謎の力場を発生させていたのはこの装置、力場発動時には体当たり以外の攻撃方法が無くなるが、その威力は山肌を大きく削り取る程で、まさに「必殺技」である。
謎のサイコミュシステムが搭載されているらしいが、サイコミュに慣れているパイロットですら激痛に襲われる程である。
νガンダムHWS
未来から帰還した時夫が搭乗したMS。未来の世界で3年の時間をかけて造られた最新の機体であり、敵側はその存在を知らなかった。特務隊やプロヴィデンスガンダムとの戦闘で増加装甲を失い、それ以降は通常のνガンダムに戻っている。
攻防一体のサイコミュ兵器フィンファンネルや増加装甲内に装備された大量のミサイルなど多くの武装を持ち、戦闘力は非常に高い。原作では重力下では使えないフィンファンネルも、本作では重力下でも使用可能。
特務隊の大型モビルアーマーやエルブルスのプロヴィデンスガンダムと死闘を繰り広げた。
∀ガンダム
ハインリヒが駆るデビルガンダムとの激戦で、νガンダムごと遥か遠くの時空に飛ばされた時夫が現代に帰還した際に搭乗した最強のMS。入手するまでの経緯は不明。時空を超えてやって来たので、ゲートジェネレーターを搭載しているものと思われる。最大最強の武装である月光蝶はDG細胞を瞬く間に消滅させる程の威力である。エルブルスが駆るコロニーと融合したデビルガンダムと激戦を繰り広げた。
Gファイター
Ζガンダムのコンピュータから発見された図面を元に1機だけ作られた機体。アイコがパイロットとなる。ファーストガンダムと合体可能。
Ζガンダム
エピソード1ではモーリス、エピソード2以降は朔也が搭乗している。
モーリスとともに時空障壁に呑み込まれ500年前の日本に漂着、以来西御門一族の手で代々受継がれたMS。
朔也搭乗機となってからは武者のような姿に改装されている。この形態での主な武装は日本刀を模した実体剣。Ζガンダム最強の武装であるハイパー・メガ・ランチャーも使用可能であり、外装や追加装備を除けば、オリジナルと変わりない機体である。
最終話では下記のバクゥの項にある通り、バクゥの自爆攻撃を受け大破寸前のダメージを受けた結果、最終決戦では修理の際に武者的な外装から通常の外装に戻された。なお、エピソード2で登場した際には仮面の様なパーツで、顔とアンテナを隠されている。
シャイニングガンダム
時夫達が新たな機体を得るために訪れた奈良で、ブリッツガンダムに襲われた際に大仏の中から出現した。
戦国時代から存在し、戦国時代には西御門家のΖガンダムと戦ったことがあるMS。シャイニングフィンガー、シャイニングフィンガーソード、シャイニングフィンガーシールド、不動明王変化（スーパーモード）を使う。
パイロットである烈の格闘技能も相まって、接近戦では無類の強さを発揮する。弾丸を素手で弾く、高出力ビームを掌で受け止める様から敵側からは「リアルじゃない」「ふざけたMS」と言われている。
ガンダムDX
時夫たちと共に未来から帰還したK2の搭乗する機体。
プロヴィデンスガンダムとの戦闘でダメージを受けるも、機体をザンジバルと接続することでツインサテライトキャノンを発射、プロヴィデンスガンダムを撃墜する。
ガンキャノン量産型
エピソード6から登場。西御門家で秘密裏に量産された、数少ない味方陣営の機体。エピソード12ではアイコが時夫を逃がすために搭乗した。エピソード16では数機が西御門家の戦力として登場している。なお、動力は核融合炉ではなくバッテリー。
ジム・コマンド
エピソード14から登場。西御門家で秘密裏に量産された、数少ない味方陣営の機体。
エピソード15では最初のページで破壊された状態で登場。エピソード16ではガンキャノン量産型と共に敵と戦闘を行っている。
ジムスナイパーII
エピソード16において山之内が搭乗。
ホワイトベース
未来から帰還したアイコが指揮する強襲揚陸艦。
ジェガン
ホワイトベースの艦載機として数機が登場。
スターク・ジェガン
リ・ガズィ
両機とも、エピソード17における最終決戦において投入されていた。
グレイファントム
名称のみ登場。エルブルスの攻撃で撃沈された。
アルビオン
エピソード17における最終決戦に参加。小さく描かれているが、特徴的な形状のため判別は容易である。

### 環境省軍
ガンダムX
本作では謎の男「K2」がパイロットを務める。
艦からの送電でエネルギーを賄う為、本来の10％の出力しか出ないものの、サテライトキャノンの威力の高さはMSを消し飛ばすのに十分な威力を有している。時夫のファーストガンダムとの戦いでサテライトキャノンを失うも、ディバイダーを装備する事で格闘戦に有利な機体へと生まれ変わった。
ゲート前での決戦において時夫のファーストガンダムに敗れ、大破。
ストライクガンダム
エピソード7で、突如「ゲート」から出現し、ゲート発動を阻止しようとした時夫のファーストガンダムへと襲い掛かった機体。
イージス、デュエルAS、バスター、ブリッツと共に、時夫の世界にやって来た。イージスとは絶妙のコンビネーションを見せた。当初はソードストライカーを装備していたが、再登場した際にはエールストライカーに換装している。
ブリッツによって覚醒した時男に左腕を落とされ、空中に逃げた時はビームジャベリンでエールストライカーと頭を破壊され、パイロット投降時はコクピットを貫かれるなど、悲惨な目にあわされた。
イージスガンダム
エピソード7で「ゲート」から出現した5機のガンダムの一体。高い機動力とスキュラによる強力な一撃で時夫達を苦しめるも、シャイニングにスキュラを破壊され、Ζガンダムに撃墜された。
本作では大気圏内飛行も可能な様子。
ブリッツガンダム
エピソード7で「ゲート」から出現した5機のガンダムの一体。奈良での戦いでシャイニングガンダムのシャイニングフィンガーで頭部を破壊され、鹵獲される。
その後パイロットは脱走し、ガンダムに乗り奪取しようとするも失敗に終わる。ブリッツで時夫と戦う途中、アイコの乗るガンキャノン量産型を破壊したが、それにより覚醒した時夫にいとも簡単に破壊された。
デュエルガンダム
エピソード7で「ゲート」から出現した5機のガンダムの一体。原作と異なり、アサルトシュラウドがPS装甲に変更されている。レールガン「シヴァ」の威力は健在で、Ζの刀を破損させるほど。
バスターガンダム
エピソード7で「ゲート」から出現した5機のガンダムの一体。原作では散弾しか使っていない350mmガンランチャーは弾頭を徹甲弾に変更している模様。パイロットはSEED5機の中で唯一の女性。
カラミティガンダム
フォビドゥンガンダム
レイダーガンダム
特務隊のローザ、グラン、ジョラスが搭乗。
エピソード15より登場。戦闘シーンはエピソード16で描かれた。
無人機のバクゥを自爆させ、Ζガンダムとシャイニングガンダムを追い詰めるも後から救援に現れたνガンダムHWSに瞬殺される。
サイコガンダム
サイコガンダムMk-II
ビグ・ザム
最終決戦において特務隊のローザ、グラン、ハインリヒが搭乗。エピソード0にもラストに登場している。ビグ・ザムにはハインリヒが搭乗しているが、他の2機にはローザとグランが搭乗しているものの、どちらに乗っているのかは不明である。
サイコガンダムはシャイニングガンダムと、サイコガンダムMk-IIはΖガンダムと、ビグ・ザムはνガンダムと交戦。ビグ・ザムはνガンダムの攻撃によって大破した。
プロヴィデンスガンダム
最終決戦においてエルブルスが登場した機体。
原作におけるドラグーンの描写と異なり、大気圏内でドラグーンを使用している。
ゲートジェネレーターを内蔵しており、バリアを展開することができる。
νガンダムに抑えつけられたところをツインサテライトキャノンで撃たれて撃墜された。なお、作者の高山が以前手がけた『ガンダムSEED』のコミカライズにおいてもプロヴィデンスガンダムは敵機に動きを封じられたところを別の敵にもろともに撃たれて撃墜されている。
ザクI
「エピソード0」のみに登場。既に破壊された状態での登場だった。
イフリート改
下半身のみだが「エピソード0」に登場。作者の高山は以前イフリート改がライバル機として登場する『機動戦士ガンダム外伝 THE BLUE DESTINY』のコミカライズを手掛けていた。
ザクII
敵の主力量産機として「エピソード0」から登場。歴代ガンダムシリーズのMSが続々と登場するためか、原作と異なり主力であり続ける事が出来ず、エピソード7のイメージカットを最後に登場しなくなる。
グフ
ザク等ジオン系の機体と共に「エピソード0」から登場。本編には指揮官機としてエピソード2、3に登場。
ドム
「エピソード0」に登場。本編にはエピソード4に登場。
ゴッグ
「エピソード0」のみ登場。本編には登場していない。
ズゴック
ザク等ジオン系の機体と共に「エピソード0」から登場。本編にはエピソード6からエピソード8にかけてK2の乗機として登場し、エピソード14でアッガイと共に一般兵が乗り込み環境省の下働き（詳細は不明）に駆り出されていた。
アッガイ
ザク等ジオン系の機体と共に「エピソード0」から登場。本編にはエピソード6から登場した。片腕がそれぞれクローアームとロケットランチャーに別れている一般的なタイプと、両腕がクローアームの2種類が登場した。
Gビット
エピソード1に登場。アイコの乗るファーストガンダムの追撃に送られた。原作同様無人機。
ドワッジ
エピソード4に登場。ドム2機を連れ、三機小隊でファーストガンダムを襲った。ファーストガンダムがガンダムXと戦っている間に、朔也のΖガンダムに3機とも破壊された。
後期量産型ザクII
陸戦型ザクII
ザク・デザートタイプ
ザクキャノン
以上の4機はエピソード7のイメージカットにのみ登場。F2型は特徴的な胸、陸戦型はシールドに付いたスパイクから判別できる。
ギャプラン
マラサイ
バイアラン
ハイザック
アッシマー
ザンネック
トムリアット
シャッコー
メッメドーサ
エピソード14ラストから登場。その多くはエピソード15において磐梯山のゲート守備隊として登場し、時夫らのガンダムと戦った。ザンネックはエピソード15の東京に向かうアドラステア部隊の機体のため、時夫らと交戦していない。アッシマーは非常に小さく描かれており、はっきり確認できるのはエピソード15から。
ゾロ
ゲンガオゾ
リグ・シャッコー
リゲルグ
ゲルググ
ゲルググキャノン
ゲルググJ
ゲルググM指揮官用
ガルバルディα
ガルバルディβ
シャイターン
ディン
以上の機体はエピソード15に登場。
アッシマーとゲルググ系、ガルバルディ系、ザンスカール系の機体の多くは磐梯山のゲート守備隊として登場（ゲンガオゾはザンネック同様、東京に向かうアドラステア部隊の機体）。ディンはエピソード16でサイコガンダム等と共に登場した。
ユニオンフラッグ
エピソード15に一コマ登場。ガンダムヘッドのデザインを除けば、唯一の『機動戦士ガンダム00』から登場したMS。
ゲドラフ
エピソード16に登場。六王子市境の川で西御門家のMS部隊と戦闘を繰り広げた。
バクゥ
エピソード16に登場。Ζガンダムとシャイニングガンダムの動きを封じるために多数の無人機が投入され、自爆した。
ザク改
エピソード16に登場。プロヴィデンスガンダムを制止したが、一撃で撃墜されている。
最終生産型の名に違わぬ、本作に登場した最後のザク系MS。
デビルガンダム
特務隊隊長ハインリヒが、未来（平行宇宙）のエルブルスからの通信を頼りに発見、搭乗したガンダム型の機体（原作ではモビルファイター）。νガンダム＝ゲートジェネレイターの破壊（時空間の移動手段の破壊）と、エルブルスに敵対する勢力の封じ込め・制圧が使命。
原作同様DG細胞による自己再生や自己増殖が可能。ただし自己進化能力については言及されていない。
本作品のガンダムヘッドは歴代ガンダムの頭部を模した形状をしている。判別できるのは以下の機体。
- マスターガンダム
- ガンダムエクシア
- インパルスガンダム
- レジェンドガンダム
- ウイングガンダム
- ウイングガンダムゼロ
- ガンダムデスサイズ
- ガンダムサンドロック
- シェンロンガンダム
- ガンダムエピオン
- ガンダムGP03S
- ΖΖガンダム
- ガンダムGP01
- ゴッドガンダム
- ストライクフリーダムガンダム
- ブルーディスティニー3号機
- ガンダムMk-II
- ファーストガンダム
- デスティニーガンダム
- フリーダムガンダム
- ガンダムF91
- ガンダムGP02
- νガンダム

アルティメットガンダム
未来のエルブルスが搭乗した、DG細胞でコロニー数基と一体化した巨大ガンダム。
原作ではデビルガンダムの第1形態、厳密に言えばアルティメットガンダムから一段階進化した姿である。
未来の世界から襲来し、宇宙空間にてゲートジェネレイターを失い現代に取り残された地球解放機構軍と交戦する。
以下3体はシミュレーションの機体として登場。
リアルタイプガンダム
シミュレーションで時夫の乗った機体。大河原邦男による劇場版ポスターや、その後バンダイが発売したプラモデルをモチーフにしたカラーリングのガンダム。
リーオー
シミュレーションで時夫の乗るリアルタイプガンダムと戦った。
グーン
シミュレーションで時夫の乗るリアルタイプガンダムを不意打ちで撃墜した。

## キーワード
ゲート
2基で対となり、異なる2つの時空を繋ぎ、その時空同士の往来を可能とする装置。
パルバット博士の研究所でも似たような装置が作られていた。
サイコトレーサー
サイコミュシステムが発する精神波の共振現象を利用した装置。時空混濁圏の中でも迷わずに進む事が出来る。
ゲートジェネレイター
ファーストガンダムに搭載されている、時空ゲートを開くための装置。コックピット内部に備え付けられているスイッチを押す事で任意に作動できる。
これが作動すると「フィールド」と呼ばれる一種のバリアが発生し、搭載機は一時的に通常空間から切り離され、稼働中は敵からの攻撃を一切受け付けない。
ただし、自機からの攻撃も無効化されるため、破壊力があるとはいえ、体当たりしか攻撃手段がないのが唯一の欠点だが後に、ドラグーンやファンネルをフィールドの外部に予め射出・コントロールすることで解決した。
また、通常空間における稼動限界時間は5分と、極めて短時間である。
アンチゲートジェネレイター
ファーストガンダムの特殊能力を見抜いたK2＝アルディートがガンダムXに装備した特殊兵器。
見た目は手投げ式のグレネードだが、弾頭部分に小型のゲートジェネレイターが搭載されており、これによって数秒間だがファーストガンダムのゲートジェネレイターを中和する事ができる。
ショートタイムジャンプ
時夫がνガンダムで使用した、ゲートジェネレイターによる緊急回避行動。